# Wiehe & Werup
Wiehe & Werup är ett album från 2008 med Mikael Wiehe & Jacques Werup.

## Låtlista
1. Hur ska vi göra (M. Wiehe)
2. Hela mitt liv (M. Wiehe)
3. Försök (M. Wiehe & J. Werup)
4. Det var en gång (M. Wiehe)
5. Otro (M. Wiehe & J. Werup)
6. Om jag ska klara det (M. Wiehe)
7. Lämna inte mig (Text & musik: Jacques Brel, Ne me quite pas. Sv. Text: Jacques Werup)
8. Var med mej nu (M. Wiehe)
9. Änkan Michael Saxell & J. Werup)
10. Maskinen (M. Wiehe)
11. I spegeln (Michael Saxell & J. Werup)
12. Du finns kvar (M. Wiehe)
13. Kvar (Michael Saxell & J. Werup)
14. ... ska nya röster sjunga (M. Wiehe)